# Malvern (Worcestershire)
Pour les articles homonymes, voir Malvern.

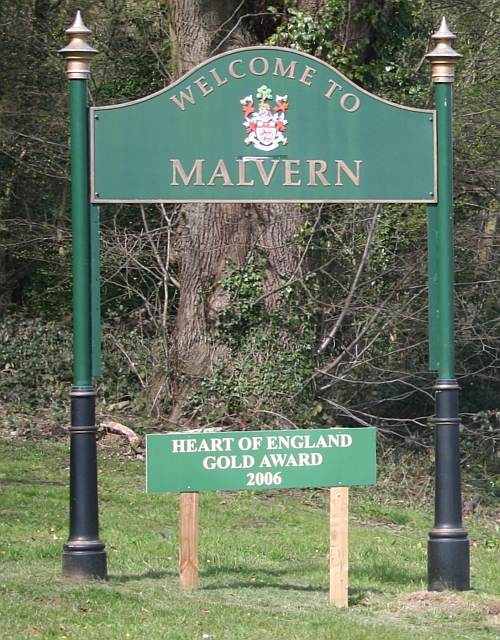
Welcome to Malvern, à l'entrée d'une rue menant au centre-ville.

Malvern est une paroisse civile et une station thermale du comté de Worcestershire en Angleterre. 

## Géographie
Le recensement du Royaume-Uni de 2001 lui attribue une population de 31 012 habitants, en comptant le centre historique et la zone d'activité de Great Malvern le long du coteau oriental escarpé des Malvern Hills, ainsi que l'ancien district urbanisé de Malvern Link. Plusieurs des faubourgs entourant la ville sont entrecoupés de champs qui, avec les paroisses civiles avoisinantes, forment une région dénommée collectivement The Malverns.
Malvern est la principale agglomération de la circonscription du West Worcestershire, et également le chef-lieu du district de Malvern Hills. Elle est frontalière du parc naturel de Malvern Hills.

## Histoire
Les vestiges archéologiques montrent qu'à l'âge du bronze, vers les années 1000 av. J.-C., la région était déjà fréquentée. La ville elle-même vit le jour au XIe siècle avec la construction d'un prieuré de moines bénédictins, au pied de la plus haute des collines de l'endroit,.
Malvern a connu une croissance rapide tout au long du XIXe siècle, grâce à la vogue de l'hydrothérapie, et lorsque cette activité entra en déclin, vers la fin du siècle, les hôtels et les grandes propriétés se muèrent en autant d'internats privés.
La délocalisation du Telecommunications Research Establishment (TRE) à Malvern, en 1942, marqua la troisième phase d'activité de la région ; sous le nom de QinetiQ, il reste le premier employeur de la ville.
Pour les amateurs d'automobiles hors-série, c'est à Malvern que se trouve l'usine (semi artisanale) produisant les très traditionalistes voitures de sport Morgan dont la carrosserie est chaudronnée à la main sur une armature de frêne.

## Toponyme
« Malvern » vient d'une altération du britonnique ou vieux gallois moel-bryn, qui signifie « colline dénudée » ou « rase » : un équivalent moderne serait le gallois moelfryn (de même sens). On trouve une référence à Malferna (XIe siècle), Malverne (XIIe siècle), et Much Malvern (XVIe - XVIIe siècle).

## Personnalités liées à  Malvern
- Walcher de Malvern,
- Alice Meynell,

## Jumelage
- Marienbad (Tchéquie) depuis 2013